# Andreas Nüchter

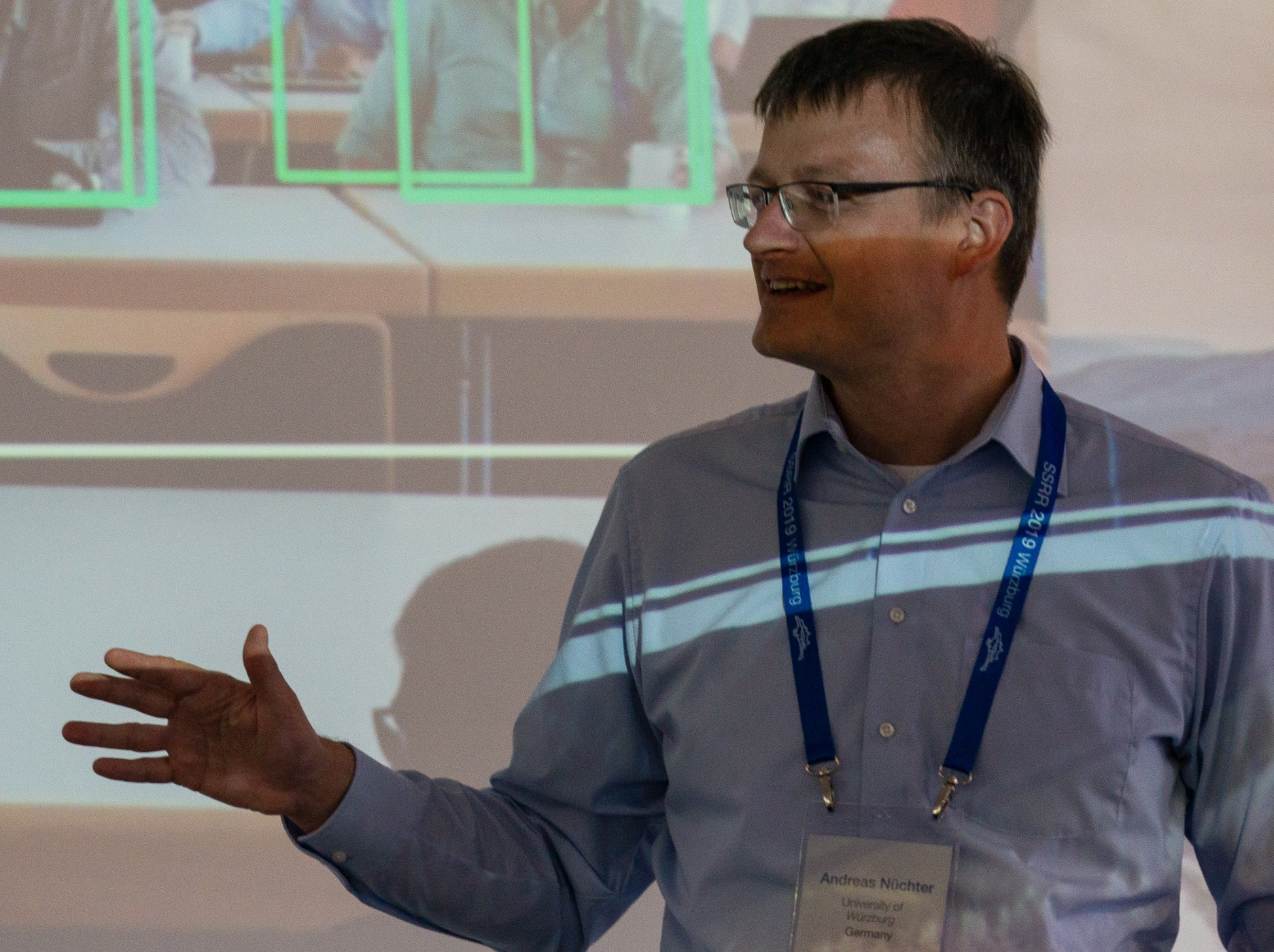
Andreas Nüchter (2019)

Andreas Nüchter (* 1976 in Halle an der Saale) ist ein deutscher Informatiker und Professor für Robotik an der Julius-Maximilians-Universität Würzburg. Sein Forschungsinteresse gilt der autonomen mobilen Robotik und der künstlichen Intelligenz, der Telematik und Geomatik. Er ist Experte im Bereich SLAM und der Verarbeitung von 3D-Punktwolken.

## Leben
Nach dem Besuch des Georg-Cantor Gymnasiums (Halle) und des Bertha-von-Suttner Gymnasiums (Andernach) studierte Andreas Nüchter von 1996 bis 2002 Informatik an der Rheinische Friedrich-Wilhelms-Universität in Bonn und der Washington State University in Pullman. Sein Studium schloss er mit einer Diplomarbeit zur Autonomen Exploration und Modellierung von 3D-Umgebungen ab. Anschließend arbeitete er bis 2004 als Doktorand am Fraunhofer Institut für Autonome Mobile Systeme (AiS, jetzt IAIS) und als wissenschaftlicher Mitarbeiter an der Universität Osnabrück. 2006 wurde er an der Universität Bonn zum Dr. rer. nat. mit einer Arbeit über semantische dreidimensionale Karten für autonome mobile Roboter promoviert. Er war Schüler von Hartmut Surmann und Joachim Hertzberg. 2009 übernahm er eine Juniorprofessur an der privaten Jacobs University Bremen (jetzt Constructor University) und ist seit 2013 Professor an der Julius-Maximilians-Universität in Würzburg. Seit 2014 ist er Studiendekan des Instituts für Informatik und seit 2022 ist er Inhaber des Lehrstuhls für Robotik. Er engagiert sich für den Ausbau der Luft- und Raumfahrtinformatik in Würzburg.
Schüler von Andreas Nüchter mit eigener Professur sind Dorit Borrmann (Technische Hochschule Würzburg-Schweinfurt) und Christian Pfitzner (Technische Hochschule Nürnberg).

## Auszeichnungen
Für seine Forschungsarbeiten erhielt Nüchter zahlreiche Auszeichnungen, zum Beispiel für beste Veröffentlichungen auf den Informatiktagen 2002 und der IEEE Konferenz zur Safety Security and Rescue Robotics (SSRR) 2005. Das Konzept seiner Mondlanderoboterkugel wurde 2021 mit dem ESA technology image of the week ausgezeichnet.